# بيتر إينسورث
بيتر إينسورث هو مصرفي الاستثمار ‏ وسياسي بريطاني، ولد في 16 نوفمبر 1956 في ووكينغهام في المملكة المتحدة وتوفي في 6 أبريل 2021. نشط حزبياً في حزب المحافظين.

## مناصب
- انتخب وزير دولة - ظل - لشؤون البيئة والغذاء والقروية [الإنجليزية]‏ (18 سبتمبر 2001 – 23 يوليو 2002).
- في الانتخابات العامة في المملكة المتحدة 1992 [الإنجليزية]‏، انتخب عضو البرلمان الحادي والخمسون للمملكة المتحدة  [لغات أخرى]‏ عن دائرة سوري الشرقية وقد انضم خلال فترته النيابية ‏ (9 أبريل 1992 – 8 أبريل 1997) للكتلة البرلمانية حزب المحافظين.
- في الانتخابات العامة في المملكة المتحدة 1997 [الإنجليزية]‏، انتخب عضو البرلمان الثاني والخمسون للمملكة المتحدة  [لغات أخرى]‏ عن دائرة سوري الشرقية وقد انضم خلال فترته النيابية ‏ (1 مايو 1997 – 14 مايو 2001) للكتلة البرلمانية حزب المحافظين.
- في الانتخابات العامة في المملكة المتحدة 2001، انتخب عضو البرلمان الثالث والخمسون للمملكة المتحدة  [لغات أخرى]‏ عن دائرة سوري الشرقية وقد انضم خلال فترته النيابية ‏ (7 يونيو 2001 – 11 أبريل 2005) للكتلة البرلمانية حزب المحافظين.
- في الانتخابات العامة في المملكة المتحدة 2005، انتخب عضو البرلمان الرابع والخمسون للمملكة المتحدة  [لغات أخرى]‏ عن دائرة سوري الشرقية وقد انضم خلال فترته النيابية ‏ (5 مايو 2005 – 12 أبريل 2010) للكتلة البرلمانية حزب المحافظين.
- انتخب وزير دولة - ظل - للثقافة والإعلام والرياضة [الإنجليزية]‏ (2 يونيو 1998 – 18 سبتمبر 2001).
- انتخب وزير دولة - ظل - لشؤون البيئة والغذاء والقروية [الإنجليزية]‏ (6 ديسمبر 2005 – 19 يناير 2009).